# Крилівська сільська рада (Ружинський район)
Крилівська сільська рада — колишня адміністративно-територіальна одиниця та орган місцевого самоврядування у Ружинському, Вчорайшенському і Попільнянському районах Бердичівської округи, Київської й Житомирської областей Української РСР та України з адміністративним центром у с. Крилівка.

## Населені пункти
Сільській раді були підпорядковані населені пункти:
- с. Крилівка
- с. Ярославка

## Населення
Відповідно до перепису населення СРСР, станом на 17 грудня 1926 року, чисельність населення ради становила 1 971 особу, з них, за статтю: чоловіків — 938, жінок — 1 033; етнічний склад: українців — 1 967, інших — 4. Кількість господарств — 474, з них, несільського типу — 9.
Відповідно до результатів перепису населення СРСР, кількість населення ради, станом на 12 січня 1989 року, становила 941 особу.
Станом на 5 грудня 2001 року, відповідно до перепису населення України, кількість мешканців сільської ради становила 763 особи.

## Склад ради
Рада складалася з 14 депутатів та голови.

### Керівний склад сільської ради
| ПІБ                         | Основні відомості                                                 | Дата обрання | Дата звільнення |
| --------------------------- | ----------------------------------------------------------------- | ------------ | --------------- |
| Гулько Володимир Васильович | Сільський голова, 1952 року народження, освіта                    | 26.03.2006   | 31.10.2010      |
| Лизогуб Сергій Степанович   | Сільський голова, 1983 року народження, освіта вища, безпартійний | 31.10.2010   |                 |

Примітка: таблиця складена за даними джерела

## Історія
Створена 1923 року в с. Крилівка Верхівнянської волості Сквирського повіту Київської губернії.
Станом на 1 вересня 1946 року сільська рада входила до складу Вчорайшенського району Житомирської області, на обліку в раді перебувало с. Крилівка.
11 серпня 1954 року, відповідно до указу Президії Верховної ради Української РСР «Про укрупнення сільських рад по Житомирській області», до складу ради приєднано с. Ярославка ліквідованої Ярославківської сільської ради Вчорайшенського району.
На 1 січня 1972 року сільська рада входила до складу Ружинського району Житомирської області, на обліку в раді перебували села Крилівка та Ярославка.
31 липня 2018 року територія та населені пункти ради увійшли до складу новоствореної Вчорайшенської сільської територіальної громади Ружинського району Житомирської області.
Входила до складу Ружинського (7.03.1923 р., 28.11.1957 р., 4.01.1965 р.), Вчорайшенського (13.02.1935 р.) та Попільнянського (30.12.1962 р.) районів.